# Tucani
Tucani é uma cidade venezuelana, capital do município de Caracciolo Parra Olmedo.